# Schelpvorm
Schelpvorm is een abstract kunstwerk in Amsterdam-Oost, Watergraafsmeer.
Het non-figuratieve plastiek van de hand van Joop Hollanders staat aan de kruising van de Kruislaan en de Radioweg. Het werk laat ook de handtekening van Hollanders zien; het zijn in en over elkaar geschoven lichamen, die hier ook nog eens aan elkaar vastzitten. Het is in brons uitgewerkt met een glad oppervlak. De betonnen sokkel waarop het beeld staat maakt geen onderdeel uit van het totaalbeeld. Meestal is dat bij deze kunstenaar wel het geval.

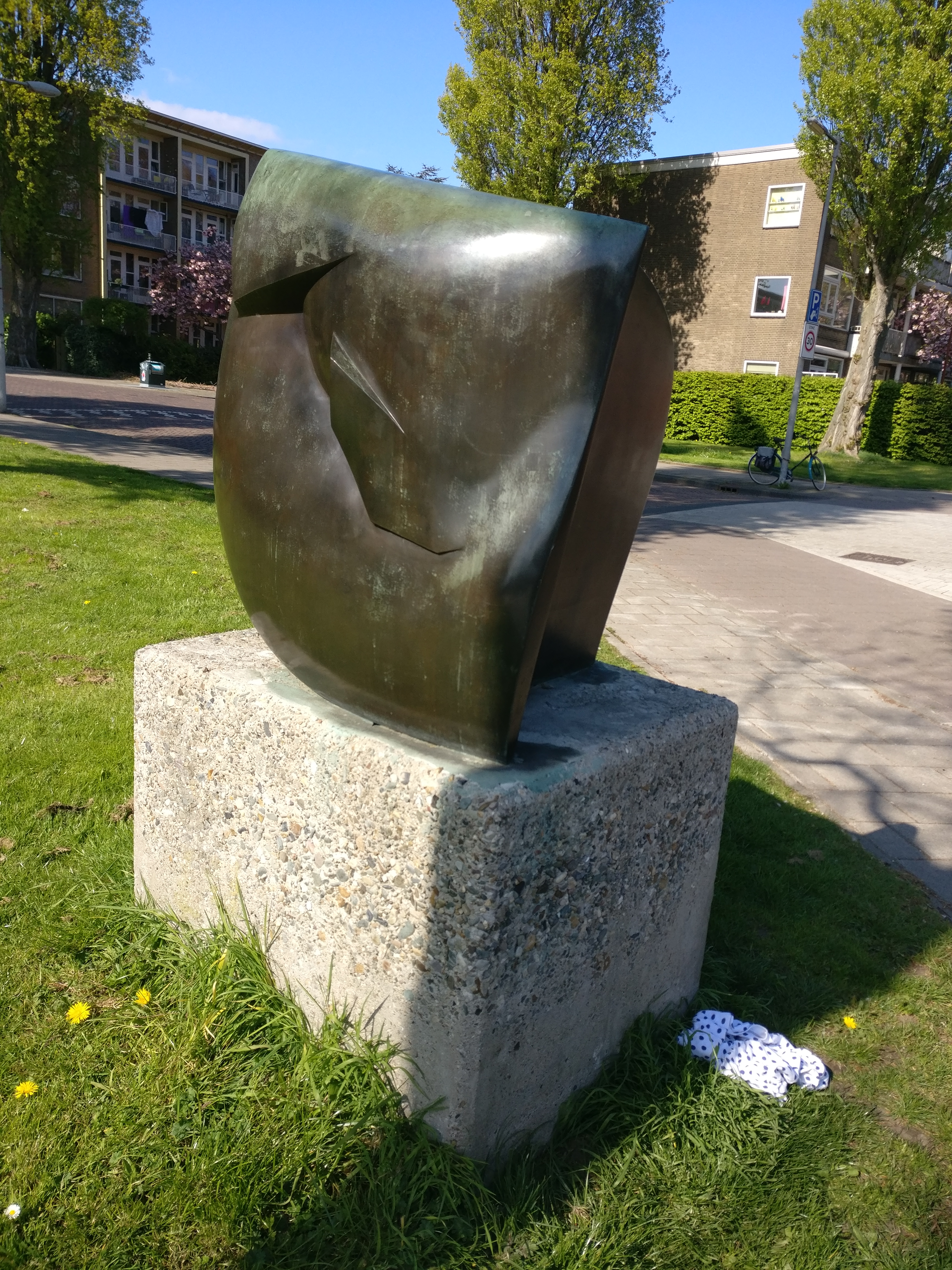
Beeld vanuit een andere hoek (april 2017)